# Sorghum laxiflorum
Sorghum laxiflorum är en gräsart som beskrevs av Frederick Manson Bailey. Sorghum laxiflorum ingår i släktet durror, och familjen gräs. Inga underarter finns listade i Catalogue of Life.